# Pont Cassé
Pont Cassé é uma cidade de Dominica localizada na paróquia de Saint Paul.